# Actenochroma muscicoloraria
Actenochroma muscicoloraria är en fjärilsart som beskrevs av Walker. Actenochroma muscicoloraria ingår i släktet Actenochroma och familjen mätare. Inga underarter finns listade i Catalogue of Life.